# Bomolocha chicagonis
Bomolocha chicagonis är en fjärilsart som beskrevs av Dyar 1904. Bomolocha chicagonis ingår i släktet Bomolocha och familjen nattflyn. Inga underarter finns listade i Catalogue of Life.